# Psoroptes natalensis
Psoroptes natalensis är en spindeldjursart som beskrevs av Hirst 1919. Psoroptes natalensis ingår i släktet Psoroptes och familjen Psoroptidae. Inga underarter finns listade i Catalogue of Life.